# 異雀九
異雀九(天燕座ε)，又名CP-79 755，HD 124771、SAO 257142、HR 5336，是天燕座的一颗恒星，视星等为5.06，位于銀經306.93，銀緯-17.95，其B1900.0坐标为赤經14h 10m 16.6s，赤緯-79° -17.95′ 50″。